# Żniwiarka śródziemnomorska
Żniwiarka śródziemnomorska, żniwiarka zwyczajna (Messor structor) – gatunek mrówek z podrodziny Myrmicinae.
Odżywia się nasionami roślin zielnych, głównie tych, których nasiona są wyposażone w ciałka mrówcze (tzw. elajosomy). Występuje podział na zróżnicowane wielkością kasty robotnic.

## Występowanie
Gatunek szeroko rozprzestrzeniony w strefie śródziemnomorskiej, na wschód sięga po Azję Środkową.  W Europie Środkowej na północ od Niziny Węgierskiej nie tworzy stałych stanowisk, natomiast sporadycznie pojawiają się osobniki przywiane przez wiatr lub zawleczone z transportami materiałów roślinnych.  W Polsce zanotowany dwa razy, pierwszy raz na Dolnym Śląsku w XIX wieku, drugie stwierdzenie miało miejsce w roku 1986, w Belnie w Górach Świętokrzyskich, schwytano wówczas tylko jedną robotnicę na skraju dąbrowy.

## Podgatunki
U Żniwiarki środziemnomorskiej wyodrębniono 4 podgatunki
- Messor structor aegaeus Menozzi, 1928
- Messor structor platyceras Crawley, 1920
- Messor structor structor Latreille, 1798
- Messor structor tadzhikorum Arnol'di, 1969